# TSSC1
TSSC1‏ (EARP complex and GARP complex interacting protein 1) هوَ بروتين يُشَفر بواسطة جين TSSC1 في الإنسان.